# Subida a Urkiola
Subida a Urkiola ("Klättringen till Urkiola", på baskiska Urkiola Igoera) var ett spanskt (baskiskt) endagslopp i landsvägscykling med start i Durango och mål vid helgedomen Santuario de Urkiola som avhölls. med avbrott, från 1931 till 2009. 2005 inkluderades det i UCI Europe Tour klassificerat som 1.1. Från 1931 till 1969 bestod loppet bara av den knappt sex kilometer långa nioprocentiga (som mest 14,2 %  på 100 m) stigningen från Mañaria upp till Urkiola, men när det återupptogs 1984 utökades det till normal linjeloppslängd (160 km, eller något mer) med avslut på klättringen.

## Podieplaceringar
| År        | Vinnare                    | Tvåa                   | Trea                   |
| 1931      | Ricardo Montero            | Vicente Trueba         | Federico Ezquerra      |
| 1932-1935 | ej avhållet                | ej avhållet            | ej avhållet            |
| 1936      | Claudio Leturiaga          | Manuel Trueba          | Federico Ezquerra      |
| 1937-1960 | ej avhållet                | ej avhållet            | ej avhållet            |
| 1961      | Antonio Karmany            | Juan José Sagarduy     | Jesús Loroño           |
| 1962      | Julio Jiménez              | Juan José Sagarduy     | Antonio Karmany        |
| 1963      | ej avhållet                | ej avhållet            | ej avhållet            |
| 1964      | Julio Jiménez              | Juan José Sagarduy     | Manuel Galera          |
| 1965      | Julio Jiménez              | Juan José Sagarduy     | Federico Bahamontes    |
| 1966      | Eusebio Vélez              | Francisco Gabica       | Gregorio San Miguel    |
| 1967-1968 | ej avhållet                | ej avhållet            | ej avhållet            |
| 1969      | Gabriel Mascaró            | Mingo Fernández        | Ventura Díaz           |
| 1970-1983 | ej avhållet                | ej avhållet            | ej avhållet            |
| 1984      | Vicente Belda              | Carlos Hernández Bailo | Iñaki Gastón           |
| 1985      | Jesús Rodríguez Magro      | Vicente Belda          | Alirio Chizabas        |
| 1986      | Óscar de Jesús Vargas      | Alirio Chizabas        | Jokin Mujika           |
| 1987      | Marino Lejarreta           | Jérôme Simon           | Jesús Rodríguez Magro  |
| 1988      | Marino Lejarreta           | Miguel Ángel Martínez  | Álvaro Pino            |
| 1989      | Andrew Hampsten            | Santos Hernández       | Fernando Quevedo       |
| 1990      | Andrew Hampsten            | Tony Rominger          | Marino Lejarreta       |
| 1991      | Pedro Delgado              | Marino Lejarreta       | Jesús Montoya          |
| 1992      | Claudio Chiappucci         | Pedro Delgado          | Ivan Gotti             |
| 1993      | Tony Rominger              | Claudio Chiappucci     | Andrew Hampsten        |
| 1994      | José María Jiménez         | Claudio Chiappucci     | Ramón González Arrieta |
| 1995      | Leonardo Piepoli           | Erik Breukink          | Claudio Chiappucci     |
| 1996      | José María Jiménez         | Marco Fincato          | Oscar Pelliccioli      |
| 1997      | Beat Zberg                 | José María Jiménez     | Jon Odriozola          |
| 1998      | Simone Borgheresi          | Axel Merckx            | Ángel Casero           |
| 1999      | Leonardo Piepoli           | Francisco Tomás García | José María Jiménez     |
| 2000      | Francesco Casagrande       | Leonardo Piepoli       | Davide Rebellin        |
| 2001      | Jon Odriozola              | José María Jiménez     | Joaquim Rodríguez      |
| 2002      | Dario Frigo                | Carlos García Quesada  | Danilo Di Luca         |
| 2003      | Leonardo Piepoli           | Dave Bruylandts        | Haimar Zubeldia        |
| 2004      | Leonardo Piepoli           | Francesco Casagrande   | Carlos García Quesada  |
| 2005      | Joaquim Rodríguez          | José Alberto Benítez   | Matteo Carrara         |
| 2006      | Iban Mayo                  | Ricardo Serrano        | Igor Antón             |
| 2007      | José Ángel Gómez Marchante | David López            | Juan José Cobo         |
| 2008      | David Arroyo               | Juan José Cobo         | Sergio Pardilla        |
| 2009      | Igor Antón                 | Xavier Tondo           | Freddy Montaña         |